# Brouwerij Meiresonne (Landegem)

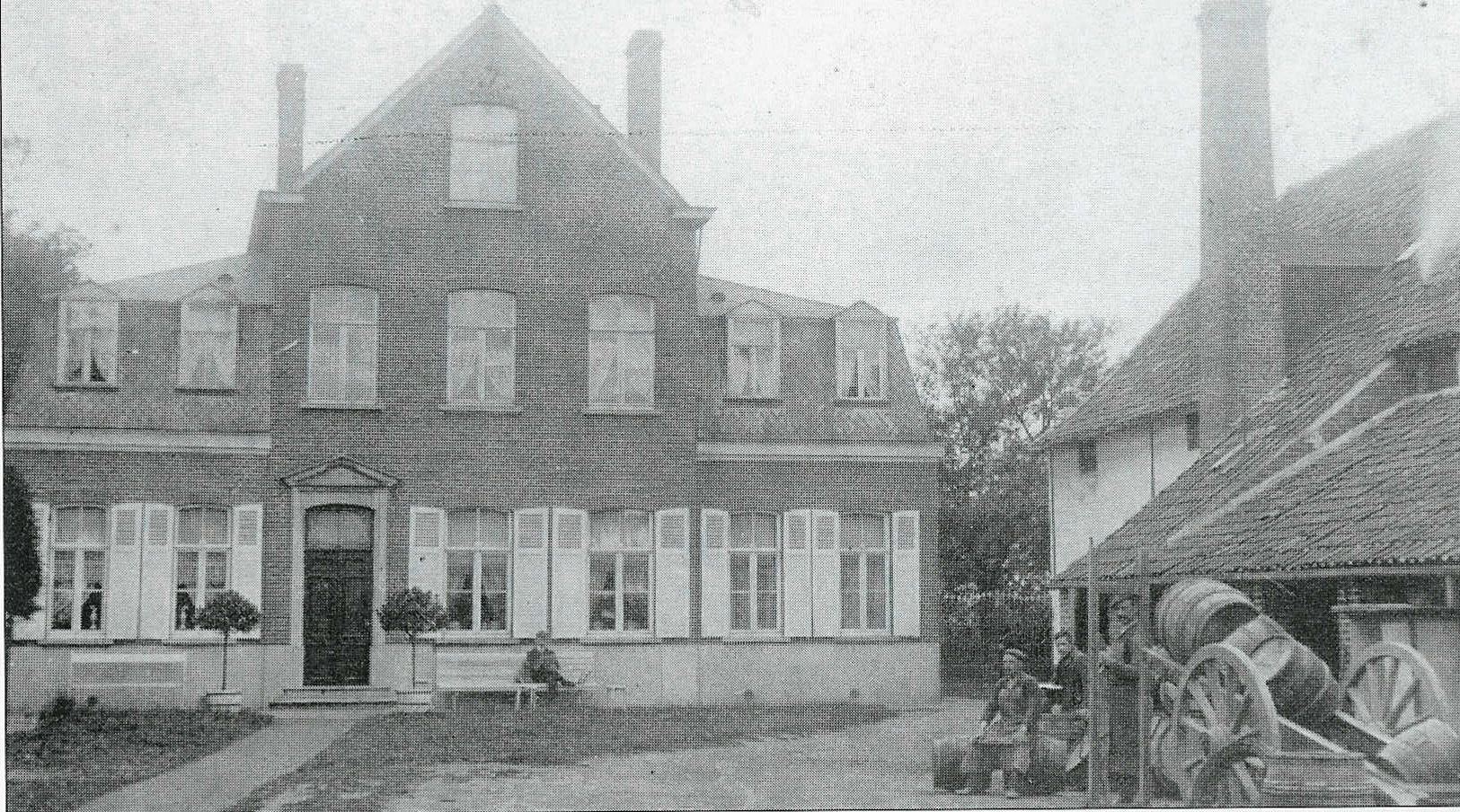
De brouwerij in Landegem (1871-1918).

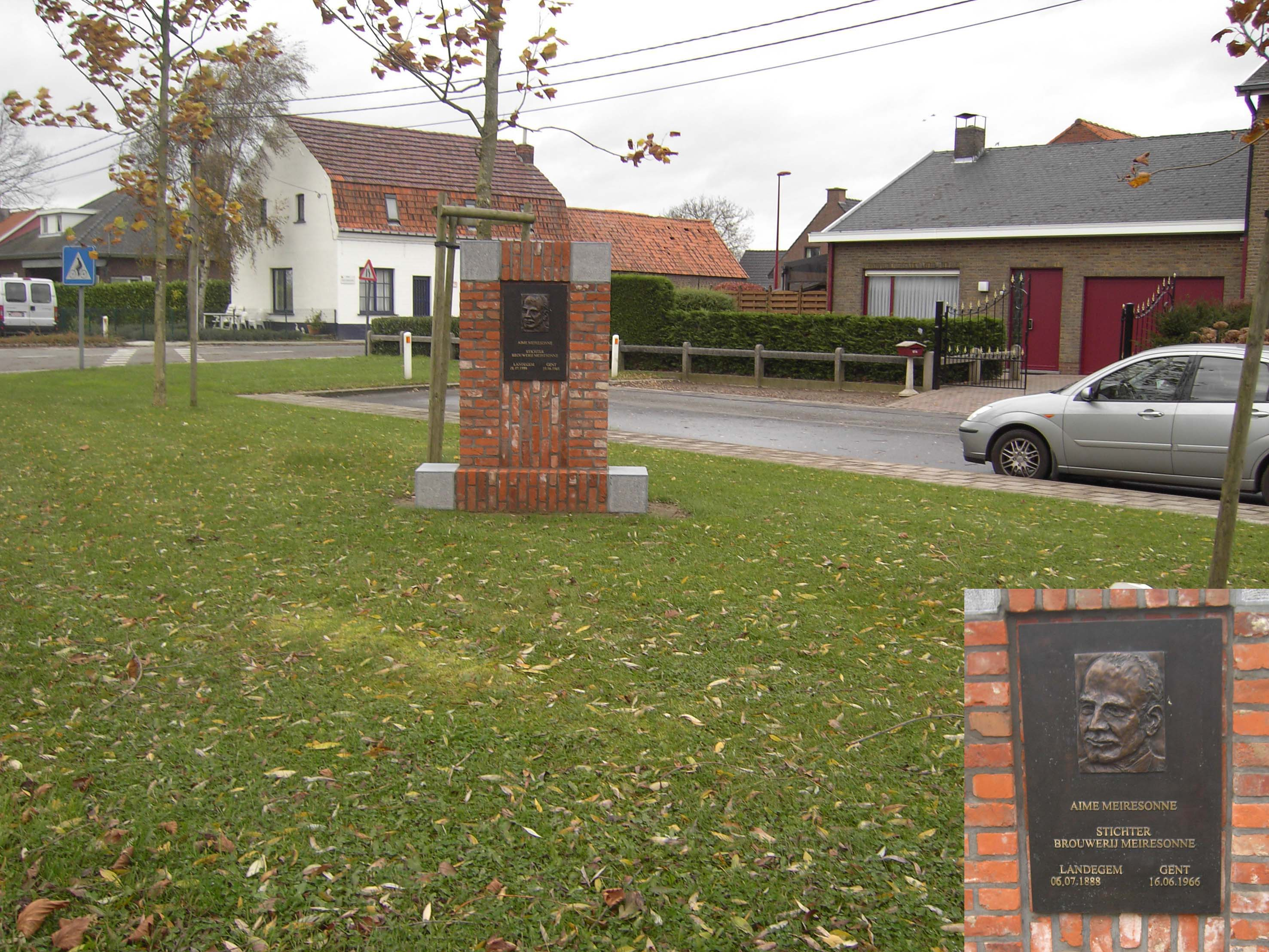
Monument in Landegem.

Brouwerij Meiresonne of Brouwerij De Hoprank is een voormalige brouwerij gesticht door August Meiresonne in 1871 te Landegem nadat hij zich terugtrok uit de Familie Brouwerij Meiresonne die nabij de kerk van Bellem (Aalter) lag.
Hij startte er de brouwerij "De Hoprank" samen met echtgenote Marie David, met wie hij 10 kinderen had. Ze hadden er een voor die tijd moderne zaak. Hij werd te Landegem schepen en burgemeester en zoon Aimé (1888-1966) nam in 1913 de leiding van het bedrijf over. Het bedrijf werd echter in 1918 door de terugtrekkende Duitsers vernietigd, wat aanleiding gaf om in Gent een nieuwe start te nemen. Daar nam Aimé Meiresonne de Brasserij Prosper van Oostende-De Marteleire aan de Koepoortkaai over.

## Van bloei tot overname
In 1935 veranderde de naam "Hoprank" in "Meiresonne", wat in Gent oneerbiedig Meire-zeke werd genoemd. Erg slecht kan deze drank waarschijnlijk toch niet geweest zijn, want men kende er tot de jaren ’60 een bloeiend bedrijf met meer dan 500 werknemers; in het Gentse kon men overigens niet naast de naam kijken. Aimé had de algemene leiding, zuster Céline was zijn rechterhand en broer Alfred was brouwmeester.
Merknamen: de bekendste drank was Celta Pils, naast Fort Op, Family’s (vermoedelijk tafelbier), Pigall’s Stout, Koekoek, Munich, Export, Stolz, Ganda, Goliath en Pater Fredo’s. In 1964 werd de brouwerij overgenomen door Brouwerij Artois en ging zoals vele bedrijven op in Interbrew en InBev. In 1985 werden de gebouwen gesloopt en verrezen op de site appartementsgebouwen, waardoor het verleden er volledig werd uitgewist.

## Bieren[1]
- Audenarde
- Blond
- Blond Cat.M.B.
- Blond Kunstmatig Gezoet Edulcorée Artificiellement Cat.M.B.
- Bock
- Bock Eureka
- Bock Meiresonne
- Bruin Foncée
- Bruin Foncée Cat.M.B.
- Bruin Foncée Kunstmatig Gezoet Edulcorée Artificiellement Cat.M.B.
- Celta
- Celta Blond
- Celta Blond Meiresonne Cat.MB
- Celta bruin foncée Meiresonne Cat.MB
- Celta Export
- Celta Family's 58 Cat.MB.
- Celta Ganda Belge Meiresonne Cat.1
- Celta Goliath Meiresonne Cat.S
- Celta Meiresonne Cat.1
- Celta Pils
- Celta Pils Meiresonne Bière De Luxe De Fermentation Basse Cat.Sup.
- Dobbel
- Donker Foncée
- Double
- Double Bock
- Double Munich
- Enkel
- Export
- Export Gent Meiresonne Gand Cat.I
- Export Supérieure
- Family's
- Family's 58
- Family's Bier
- Family's Cat.M
- Family's Extra Bier
- Faro
- Faro Cat.1 Gent Meriresonne Gand
- Fort-Op
- Fredo's
- Fredo's Audenaerdsch
- Ganda Ale
- Ganda Belge
- Golf
- Golf Kina
- Goliath
- Goliath Ale
- Import Bier
- Meiresonne Fort-Op Cat.1
- Munich
- Munich Cat. Luxe
- National
- Pater Fredo's Bier
- Pigall's Stout
- Pigall's Stout 789
- Pilsen
- Pilsen Eureka
- Scotch Ale
- Speciaal Bleek Tafelbier
- Speciaal Blond
- Special Bruin
- Speciale Blonde
- Speciale Brune
- Stolz
- Stolz Alt
- Stolz Malz Lager Bier
- Stolz Malz Lager Bier Cat. Luxe
- Stolz Malz Lager Bier Cat. Luxe Bière De Luxe De Fermentation Basse
- Stout
- Stout Meiresonne
- Tripel
- Zottegem's

## Merktekens
Te Landegem werd in september 2008 een gedenkplaat onthuld ter ere van brouwer Aimé Meiresonne. Deze staat in de Brouwerijstraat op de plaats waar het familiebedrijf gevestigd was van 1871 tot 1918.